# Kerbindak
Kerbindak (též někdy kärbindacque) je stará karetní hra původem z Holandska. První písemné záznamy o ní sahají do konce 13. století. O hře Kerbindak se zmiňuje také nizozemský spisovatel Philips van Marnix, lord of Sint-Aldegonde (1538–1598) ve svém díle Biëncorf der Heilige Roomsche Kercke (Beehive of the Holy Roman Church), dobové satiře namířené proti tehdejší katolické církvi.
Do českých zemí pronikl Kerbindak ve století 15. díky diplomatické výpravě vyslané Jiřím z Poděbrad (1420–1471). Velké obliby se však hra netěšila a záhy byla vystřídána hrami jednoduššími jako je např. flus, což byla obdoba dnešního oka či kvarteto, zvané strašák. 
Kerbindak zažívá obrodu mezi vysokoškolskými studenty, zejména pro svou zábavnost, výbornou hratelnost a rychlý spád.

## Pravidla
Kerbindak je jednoduchá karetní hra pro 2–8 hráčů. Hraje se s 52 kartami (srdce, káry, piky, kříže). Každá karta má svou hodnotu. U očíslovaných karet je hodnota stejná, u obrázkových karet je hodnocení následující: kluk–11, dáma–12, král–13, eso–14. Cílem hry je zbavit se všech karet na ruce.
Na začátku se rozdá všem hráčům stejný počet karet (obvykle 3–6). Jedna karta se položí lícem nahoru a zbytek balíčku se odloží vedle. Hráči se postupně zbavují karet jejich odhazováním na lícem otočenou kartu. Odhodit však mohou pouze kartu s hodnotou o jedno nižší, stejnou a vyšší či kartu, která je celým násobkem nebo dělitelem poslední vyhozené karty. Pokud hráč nemá v rukou vhodnou kartu, vezme si jednu z balíčku. Hra končí, až zůstane jediný hráč s kartami v ruce. Ten prohrál, pak rozdává karty a začíná výherce předchozí hry.
Možnosti odhazování karet:
- na 2 : 2, 3, 4, 6, 8, 10, 12 (dáma), 14 (eso)
- na 3 : 2, 3, 4, 6, 9, 12 (dáma)
- na 4 : 2, 3, 4, 5, 8, 12 (dáma)
- na 5 : 4, 5, 6, 10
- na 6 : 2, 3, 5, 6, 7, 12 (dáma)
- na 7 : 6, 7, 8, 14 (eso)
- na 8 : 2, 4, 7, 8, 9
- na 9 : 3, 8, 9, 10
- na 10 : 2, 5, 9, 10, 11 (kluk)
- na 11 (kluk) : 10, 11, 12
- na 12 (dáma) : 2, 3, 4, 6, 11, 12, 13
- na 13 (král) : 12, 13, 14
- na 14 (eso) : 2, 7, 13, 14